# John Shakespeare
John Shakespeare (1529 – 8 de setembro de 1601) foi um vereador e prefeito de Stratford, Inglaterra, o cargo mais alto que um civil poderia conquistar na política à época.   

## Família
Foi pai do escritor e dramaturgo William Shakespeare.